# Nearcha ursaria
Nearcha ursaria là một loài bướm đêm trong họ Geometridae.